# Mikael Ymer
Ne pas confondre avec Elias Ymer, son frère aîné, également joueur de tennis.
Mikael Ymer, né le 9 septembre 1998 à Skövde, est un joueur de tennis suédois, d'origine éthiopienne, professionnel depuis 2015. Son frère Elias est aussi tennisman. Il atteint sa seule finale en simple sur le circuit ATP au tournoi de Winston-Salem en 2021, perdue face à Ilya Ivashka.

## Carrière
En 2015, Mikael Ymer est finaliste du tournoi de Wimbledon junior contre Reilly Opelka, puis Champion d'Europe à Klosteres. Il est également le vainqueur des tournois de Berlin en 2014 et de l'Astrid Bowl à Charleroi en 2015.
En 2016, il remporte son premier titre ATP en double avec son frère aîné Elias à Stockholm. Lors de ce même tournoi, mais en simple, il bat le 44e mondial Fernando Verdasco avant de s'incliner en 3 sets contre Ivo Karlović.
Il fait partie de l'équipe de Suède de Coupe Davis depuis 2015.

### 2019: entrée dans le top 100
Il remporte son premier titre Challenger en simple en janvier 2019 à Nouméa. Après deux défaites en finale à Murcie et Bordeaux, il s'adjuge un deuxième trophée à Tampere en juillet, un troisième à Orléans en septembre et un quatrième à Mouilleron-le-Captif en octobre.
Lors de sa participation aux Internationaux de France 2019, il gagne ses trois matchs de qualification et remporte son premier match dans le tableau final d'un tournoi du Grand Chelem en battant le Slovène Blaž Rola. Il est éliminé au deuxième tour par l'Allemand Alexander Zverev, tête de série no 5, en trois sets (6-1, 6-3, 7-63).
En septembre, grâce à sa victoire à Orléans, il devient le premier Suédois dans le top 100 depuis la sortie de Robin Söderling en 2011.
Ses résultats lui permettent de se qualifier pour les Next Gen ATP Finals, compétition réunissant les meilleurs jeunes au classement ATP de moins de 22 ans dans un format de jeu expérimental (3 sets gagnants de 4 jeux). Ymer y est éliminé au premier tour malgré une victoire en 4 manches sur le Français Ugo Humbert.

### 2020: début de saison prometteur puis saison tronquée
Début 2020, il fait parler de lui en se qualifiant pour les tournois de Doha (en battant Davidovich Fokina) et d'Auckland, au cours duquel il remporte une victoire en plus de deux heures face à Frances Tiafoe avant d'être éliminé par Hubert Hurckacz, futur demi-finaliste.
Il est directement qualifié pour l'Open d'Australie où il l'emporte sur Yasutaka Uchyiama au premier tour (6-4, 6-1, 6-2). Il s'incline au tour suivant contre le Russe Karen Khachanov (tête de série 16) malgré une belle résistance (il ne cède que 7-6 au super tie-break du 5ème set après 4h34' de jeu).
Il signe encore 2 victoires marquantes, face à Jannik Sinner (jeune espoir du tennis mondial) et Richard Gasquet (joueur confirmé sur le circuit professionnel).

### 2021: première finale à Winston-Salem
Mikael Ymer atteint sa première finale en août 2021, lors du tournoi de Winston-Salem, où il bat Stefano Travaglia (6-2,1-6, 6-2), Albert Ramos-Viñolas (6-3, 6-1), tête de série n°11, Max Purcell (7-5, 6-2), Frances Tiafoe (62-7, 6-2, 6-3), tête de série n°13, et en demi-finale le jeune espoir espagnol Carlos Alcaraz, tête de série n°15 (7-5, 6-3). En finale, il s'incline face au Biélorusse Ilya Ivashka (0-6, 2-6), 63e mondial, en 55 minutes.

### 2023: fin de carrière
Au tournoi de l'Open Parc de Lyon, en huitièmes de finale face à Arthur Fils, après un litige de plus de trois minutes avec l'arbitre sur la validité d'une balle d'Arthur Fils et la perte du jeu qui s'ensuit, le Suédois perd son sang froid et casse sa raquette sur la chaise de l'arbitre. Il se voit donc disqualifié du tournoi,. À Wimbledon, il bat au deuxième tour l'Américain Taylor Fritz en cinq sets, après avoir été mené deux manches à zéro (3-6, 2-6, 6-3, 6-4, 6-2), décrochant ainsi la première victoire de sa carrière contre un membre du top 10. Il perd au tour suivant face au Colombien Daniel Galan, au terme d'un nouveau combat en cinq sets.
Le 18 juillet, le Tribunal arbitral du sport (TAS) décide de suspendre le Suédois 18 mois pour avoir manqué trois tests antidopage en moins d'un an, entre avril et novembre 2021. Mikael Ymer avait pourtant été innocenté une première fois en juin 2022, mais la Fédération internationale de tennis avait fait appel de cette première décision. Un mois plus tard, Ymer annonce arrêter sa carrière professionnelle.

### 2025: retour
Le 15 avril 2024, il annonce sortir de sa retraite après la fin de sa suspension pour manquement  aux règles antidopage, il rejouera au début de la saison 2025.

## Palmarès

### Finale en simple messieurs
| No | Date       | Nom et lieu du tournoi            | Catégorie | Dotation  | Surface    | Vainqueur    | Score    |          |
| -- | ---------- | --------------------------------- | --------- | --------- | ---------- | ------------ | -------- | -------- |
| 1  | 22-08-2021 | Winston-Salem Open, Winston-Salem | ATP 250   | 717 955 $ | Dur (ext.) | Ilya Ivashka | 6-0, 6-2 | Parcours |

### Titre en double messieurs
| No | Date       | Nom et lieu du tournoi      | Catégorie | Dotation  | Surface    | Partenaire | Finalistes               | Score    |          |
| -- | ---------- | --------------------------- | --------- | --------- | ---------- | ---------- | ------------------------ | -------- | -------- |
| 1  | 17-10-2016 | If Stockholm Open Stockholm | ATP 250   | 566 525 € | Dur (int.) | Elias Ymer | Mate Pavić Michael Venus | 6-1, 6-1 | Parcours |

## Parcours dans les tournois duGrand Chelem

### En simple
| Année | Open d'Australie | Open d'Australie   | Internationaux de France | Internationaux de France | Wimbledon      | Wimbledon          | US Open         | US Open          |
| ----- | ---------------- | ------------------ | ------------------------ | ------------------------ | -------------- | ------------------ | --------------- | ---------------- |
| 2019  | —                | —                  | 2e tour (1/32)           | Alexander Zverev         | —              | —                  | —               | —                |
| 2020  | 2e tour (1/32)   | Karen Khachanov    | 1er tour (1/64)          | Novak Djokovic           | Annulé         | Annulé             | 1er tour (1/64) | Filip Krajinović |
| 2021  | 3e tour (1/16)   | Stéfanos Tsitsipás | 3e tour (1/16)           | Jannik Sinner            | 2e tour (1/32) | F. Auger-Aliassime | 1er tour (1/64) | Jenson Brooksby  |
| 2022  | 1er tour (1/64)  | Stéfanos Tsitsipás | 3e tour (1/16)           | Stéfanos Tsitsipás       | 2e tour (1/32) | Jannik Sinner      | 1er tour (1/64) | Jason Kubler     |
| 2023  | 1er tour (1/64)  | Yoshihito Nishioka | 1er tour (1/64)          | Lorenzo Musetti          | 3e tour (1/16) | Daniel Elahi Galán | —               | —                |

N.B. : à droite du résultat se trouve le nom de l'ultime adversaire.

## Parcours dans lesMasters 1000
| Année | Indian Wells         | Miami                 | Monte-Carlo | Rome | Madrid | Canada | Cincinnati | Shanghai | Paris                 |
| ----- | -------------------- | --------------------- | ----------- | ---- | ------ | ------ | ---------- | -------- | --------------------- |
| 2017  | —                    | 1er tour Robin Haase  | —           | —    | —      | —      | —          | —        | —                     |
| 2018  | —                    | 2e tour M. Raonic     | —           | —    | —      | —      | —          | —        | —                     |
| 2019  | —                    | 1er tour L. Mayer     | —           | —    | —      | —      | —          | —        | —                     |
|       |                      |                       |             |      |        |        |            |          |                       |
| 2021  | —                    | 3e tour E. Ruusuvuori | —           | —    | —      | —      | —          | n.o.     | 1er tour K. Khachanov |
| 2022  | —                    | —                     | —           | —    | —      | —      | —          | n.o.     | 2e tour F. Auger      |
| 2023  | 1er tour R. Hijikata | 1er tour A. Popyrin   | —           | —    | —      | —      | —          | —        | —                     |

N.B. : sous le résultat se trouve le nom de l’ultime adversaire.

## Victoires sur le top 10
Toutes ses victoires sur des joueurs classés dans le top 10 de l'ATP lors de la rencontre.
| Légende                 |
| Grand Chelem            |
| Masters                 |
| Jeux olympiques         |
| Masters 1000            |
| 500 Series              |
| 250 Series              |
| Coupe Davis / Laver Cup |

| # | M.Y.  | Tournoi   | Année | Surface | Adversaire   | Rang | Tour | Score                   |
| - | ----- | --------- | ----- | ------- | ------------ | ---- | ---- | ----------------------- |
| 1 | no 59 | Wimbledon | 2023  | Gazon   | Taylor Fritz | no 9 | 1/32 | 3-6, 2-6, 6-3, 6-4, 6-2 |

## Classements ATP en fin de saison
| Année          | 2014 | 2015 | 2016 | 2017 | 2018 | 2019 | 2020 | 2021 | 2022 | 2023 |
| Rang en simple | 1242 | 588  | 492  | 420  | 281  | 74   | 94   | 93   | 69   | 136  |
| Rang en double | –    | 1455 | 278  | 494  | –    | 1047 | 1100 | 1449 | 829  | –    |

Source : (en) Classements de Mikael Ymer sur le site officiel de la Fédération internationale de tennis